# Інститут прикладного системного аналізу

Навчальний корпус № 35 НТУУ «КПІ»

Гвинтові сходи «нової» частини корпусу

Інститут прикладного системного аналізу — навчально-науковий комплекс Міністерства освіти і науки України та Національної академії наук України, який діє в структурі Національного технічного університету України «Київський політехнічний інститут» і має IV рівень акредитації, входить до складу Відділення інформатики НАН України.

## Історія інституту
Створений в 1997 р. за Постановою Кабінету Міністрів України на базі Науково-дослідного інституту прикладного системного аналізу НАН України і Міносвіти України та кафедри математичних методів системного аналізу НТУУ «КПІ». Це пов'язано з організацією в Україні цілеспрямованих наукових досліджень, проведенням і координацією науково-технічної та освітньої діяльності в галузі прикладного системного аналізу, новітніх інформаційних технологій та комп'ютерних наук.
На цей час в ІПСА працюють: 1 дійсний член і 1 член-кореспондент Національної академії наук України та 2 дійсні члени Міжнародної академії наук Вищої школи, 22 доктори наук і 38 кандидатів наук. В ІПСА навчаються 32 аспіранти. Згідно внутрішнього моніторингу якості освіти НТУУ «КПІ» напрями навчання інституту демонструють високий рівень підготовки студентів.

## Навчальні підрозділи

##### Кафедра математичних методів системного аналізу (ММСА)
Створена у 1988 році. з метою інтенсивного розвитку фундаментальних і прикладних досліджень в області прикладної математики й системного аналізу для підготовки фахівців і наукових кадрів по широкому колу кібернетичних дисциплін, методів обчислювальної техніки й інформатики з ініціативи Інституту кібернетики ім. В. М. Глушкова. Засновник: Юрій Львович Далецький
Приєднана до ННК «ІПСА» у 1997 році. До цього функціонувала в НТУУ «КПІ» на факультеті прикладної математики.
Основні завдання кафедри ММСА полягають у цільовій підготовці висококваліфікованих інженерів-математиків в області математичних методів моделювання й системного аналізу складних фізичних процесів й об'єктів навколишнього середовища, створення ефективних методів керування сучасними технічними системами й прогресивними інформаційними технологіями.

##### Кафедра системного проектування (СП-САПР)
Створена у 1972 році. Першою в Україні та одна з найперших в СРСР розпочала підготовку спеціалістів з комп'ютерних систем проектування.
Приєднана до ННК «ІПСА» у 2006 році. До цього функціонувала в НТУУ «КПІ» на факультеті електроніки.
Основне завдання кафедри СП — підготовка фахівців з комп'ютеризації творчої інженерної діяльності людини, яка найбільш яскраво виявляється в проектуванні і створенні нових об'єктів і технологій штучного середовища. Змістом спеціальності «Інформаційні технології проектування» є застосування сучасних комп'ютерних технологій (математичного моделювання, графічних та текстових процесорів, баз даних та знань, комп'ютерних мереж, експертних систем та систем прийняття рішень, мультимедіа інформаційних технологій, інформаційних ресурсів мережі Інтернет) на всіх етапах індивідуального чи колективного оптимізаційного проектування та розробки нових об'єктів та процесів: попереднього дослідження, вибору принципів дії, розробок ескізного та технічного проектів, всебічного інженерного аналізу і оптимізації проекту, підготовки конструкторської документації та керуючої інформації для автоматизованих виробництв.

##### Кафедра штучного інтелекту (ШІ)
Кафедра штучного інтелекту створена в 2022 році. Задачами кафедри є підготовка кваліфікованих фахівців в галузі штучного інтелекту, які будуть потужними розробниками в напрямках інтелектуальної обробки даних, створення нових систем обробки зображень, текстових документів, діагностичних систем, особливо медичних, інтелектуальних систем в військовій справі тощо.

### Факультет довузівської підготовки (ФДП)
Декан: д.т. н., професор Анна Григоріівна Власюк.
Факультет створений у 1998 році. Проводить якісний відбір та фундаментальну підготовку молоді для вступу як до ННК «ІПСА», так і до інших інститутів і факультетів НТУУ «КПІ», тому до роботи на факультеті залучені провідні фахівці ННК «ІПСА», НТУУ «КПІ» та інших закладів освіти, серед яких працюють професори, доктори наук, доценти, кандидати наук, досвідчені викладачі.

### Відділ курсової підготовки (ВКП)
Сайт: https://forlan.kpi.ua/
Відділ створений у 2003 році. Проводить навчання слухачів ННК ІПСА та інших інститутів і факультетів КПІ ім. Ігоря Сікорського, а також школярів, слухачів з середньою, середньою спеціальною та вищою освітою, які бажають отримати поглиблені знання за певними курсовими програмами, зорієнтованими на володіння іноземними мовами. На сьогоднішній день ФКП пропонує багаторівневу систему вивчення іноземних мов. Усі викладачі ВКП мають вищу педагогічну освіту та великий досвід роботи в закладах вищої освіти України. Вони не лише досконало знають іноземну мову, але й як правильно знайти індивідуальний підхід до кожного з слухачів. Усі працівники відділу курсової підготовки постійно беруть участь в міжнародних науково-практичних конференціях та методичних семінарах, організованих British Council, Oxford University Press, Cambridge University Press, Pearson, DAAD тощо, де вони мають змогу поділитися своїм досвідом та знайти нові методи викладання іноземних мов задля покращення якості своєї професійної діяльності. Відділ курсової підготовки представлено в різних соціальних мережах, а саме: Фейсбук https://www.facebook.com/vkpkpi , Інстаграм https://www.instagram.com/vkpipsa/ , ЛінкдІн https://www.linkedin.com/in/vkpipsa/ . Для запису на курс навчання необхідо подати заявку https://docs.google.com/forms/d/e/1FAIpQLSc6GZpOJHTy40Xapg3azfxMTF-IRmsnZW2A8pXzqV_hgUo53w/viewform

### Факультет другої вищої та післядипломної освіти
Декан: д.т. н., професор Юрій Петрович Зайченко.
Факультет створений у 2001 році з метою надання можливості особам, які вже мають вищу освіту, отримати другу вищу освіту за новою спеціальністю, що має значний попит на ринку праці. Цикл навчання розраховано на два роки. По закінченні навчання фахівці отримують диплом магістра НТУУ «КПІ» з комп'ютерних наук за спеціальностями «Інтелектуальні системи прийняття рішень», «Інформаційні технології в проектуванні», а також магістра НТУУ «КПІ» з прикладної математики за спеціальністю «Системний аналіз і управління».

## Напрямки навчання
Факультет системних досліджень проводить навчання за напрямками:
- Системний аналіз
  - Системний аналіз і управління
  - Системи і методи прийняття рішень
- Комп'ютерні науки
  - Системи штучного інтелекту
  - Інформаційні технології проектування
  - Системне проектування

Факультет другої вищої та післядипломної освіти проводить навчання за напрямками:
- Адміністративний менеджмент. Сталий розвиток та державне управління
- Системи і методи прийняття рішень
- Системний аналіз і управління
- Системи штучного інтелекту
- Інформаційні технології проектування
- Системи автоматизованого проектування

Навчально-науковий комплекс готує фахівців з інформаційних технологій, системного аналізу та інтелектуальних систем прийняття рішень, які здатні проектувати, створювати та експлуатувати комп'ютерні системи для аналізу, передбачення, прогнозування і управління динамічними процесами у макроекономічних, технічних, фізичних, екологічних і фінансових складних системах.
Випускники працюють системними аналітиками, керівниками розробок інформаційних систем, менеджерами проектів, інженерами з комп'ютерних систем і мереж у державних і комерційних (наукових і виробничих) установах, банках і на біржах в Україні та за кордоном.

## Наукові відділи

### Математичних методівсистемного аналізу
Завідувач: д.т. н., професор, заслужений діяч науки і техніки України Наталія Дмитрівна Панкратова.
Відділ створений у 1996 році. Приєднаний до ННК «ІПСА» у 1997 році. Проводить фундаментальні та прикладні дослідження у сфері системного аналізу як прикладної наукової методології, призначеної для дослідження складних, міждисциплінарних проблем різної природи. З позиції системного підходу формулюються методологічні і теоретичні основи формалізації й розв'язання міждисциплінарних задач, що стосуються різних предметних галузей. Розробляються методи формалізації системних задач, приведення їх до розв'язної форми в реальних умовах, що характеризуються наявністю множини суперечливих цілей, різних видів невизначеностей і ризиків. Створюються обчислювальні алгоритми і процедури розв'язання практичних задач міждисциплінарного характеру для ряду застосувань, що відносяться до науково-технічної та соціально-економічної сфер діяльності людини. Зокрема розробляється методологія та прикладні технології інформаційного суспільства та суспільства, заснованого на знаннях.

### Прикладногонелінійного аналізу
Завідувач: д.т. н., професор Олександр Сергійович Макаренко.
Відділ створений у 1959 р. Приєднаний до ННК «ІПСА» у 1997 р. Проводить наукові дослідження з питань теорії прийняття рішень за умов невизначеності, теорії нескінченновимірних динамічних систем, методів оцінювання та керування нелінійними системами з розподіленими параметрами, нелінійних граничних задач для диференційних рівнянь і варіаційних нерівностей в частинних похідних, керованих марківських процесів, біфуркаційних механізмів горіння полікомпонентних палив; імітаційних і феноменологічних моделей динаміки суспільних процесів, моделей гідродинамічних процесів з врахуванням ефектів пам'яті та не локальності, обчислювальні методи для еволюційних рівнянь, теорії та моделювання систем з передбаченням, дискретних динамічних систем.
В сфері наукових інтересів відділу також: нейромережі, моделювання соціальних систем, моделювання в економіці, моделювання геополітичних процесів, системний аналіз соціальних систем, клітинні автомати, сценарії еволюції великих соціо- економічних систем, сталий розвиток, теорія складності об"єктів та сигналів, застосування геоінформаційних систем, електронне врядування, диференційні рівняння у частинних похідних, динамічний хаос та нелінійні системи, проблеми освіти та науки, турбулентність, дослідження симметрій.

### Чисельних методівоптимізації
Завідувач: д.ф.-м.н., професор Валентин Володимирович Остапенко.
Відділ створений у 1964 р. Приєднаний до ННК «ІПСА» у 1997 р. Проводить фундаментальні та прикладні дослідження з проблем теорії оптимального управління та диференціальних ігор, чисельних методів нелінійного аналізу та оптимізації, випуклого аналізу та багатозначних відображень, необхідних і достатніх умов екстремуму в загальних задачах оптимізації, моделювання соціальних та економічних процесів, прикладних задач потоків у мережах.

### Інформаційних ресурсів
Завідувач: д.т. н., професор, заслужений діяч науки і техніки України Анатолій Іванович Петренко.
Відділ створений у 1990 р. Приєднаний до ННК «ІПСА» у 2007 р. Проводить фундаментальні і прикладні дослідження з математичного забезпечення комп'ютерного проектування, а саме: методів автоматичного формування математичних моделей об'єктів у вигляді алгебро-диференційних рівнянь або рівнянь стану за описом їх структури і компонентів; неявних чисельних методів інтегрування, порядок яких автоматично змінюється від 1-го до 6-го під час обчислень отриманих «жорстких» рівнянь математичної моделі, гарантуючи збіжність рішення і задану похибку; методів рішення погано обумовлених лінеаризованих задач дуже великої розмірності; новітніх методів параметричної оптимізації змінного порядку, в яких на відміну від існуючих при необхідності використовуються додатково члени ряду Тейлора для цільової функції з третіми і четвертими похідними, що апроксимуються через відомі матриці Якобі і Гессе; методи «центрування» рішення в багато параметричному просторі, що підвищує життєздатність об'єктів при зміні їх параметрів; методи сумісного моделювання кількох фізичних ефектів в об'єкті (наприклад, електричного стану і тепловиділення); методи розпаралелювання рішення рівнянь математичної моделі на розподілених комп'ютерних комплексах або кластерах тощо.
Відділом створено базовий ресурсно-операційний центр (БРОЦ) освітянського сегменту національної Grid-інфраструктури в Києві на базі НТУУ «КПІ», де функціонують Центр суперкомп'ютерних обчислень з потужним кластером і філія Світового Центру Даних. Підключено кластер НТУУ «КПІ» до мережі кластерів академічного сегменту національної Grid-інфраструктури (до кластерів ІТФ НАН України, ІК НАН України, КНУ) на основі програмного забезпечення проміжного рівня NorduGrid для вивчення технологій віртуалізації обчислювальних ресурсів України.

### Нелінійного аналізу диференціально-операторних систем
Завідувач: д.ф.-м.н. Павло Олегович Касьянов.
Відділ створений у 2010 р. Приєднаний до ННК «ІПСА» у 2011 р.
Науковий керівник науково-дослідної лабораторії нелінійного аналізу диференціально-операторних систем — академік НАН України, д.т. н., професор Михайло Захарович Згуровський
Колективом науково-дослідної лабораторії нелінійного аналізу диференціально-операторних систем Інституту прикладного системного аналізу НАН України проводяться фундаментальні дослідження таких задач у напрямках:
- нелінійний аналіз і керування класами нелінійних геофізичних процесів і полів;
- властивості розв'язків диференціально-операторних включень і мультиваріаційних нерівностей для задач аналізу даних про Землю;
- теорія глобальних і траєкторних атракторів нескінченновимірних динамічних систем.

## Лабораторії
- CISCO (Створено 2007 р.)
- SAP (Створено 2007 р.)
- Melexis-KPI (Створено 2008 р.)
- Samsung-KPI (Створено 2010 р.)
- EPAM-Systems (Створено 2010 р.)

## Наукові дослідження
Інститут проводить фундаментальні та прикладні дослідження в галузі методології системного аналізу складних об'єктів і процесів соціального, економічного, еколого-економічного та технологічного спрямувань; сценарного аналізу, прогнозування та передбачення поведінки складних систем з урахуванням багатофакторних ризиків, прийняття рішень у таких системах при нестачі інформації; теорії оптимального управління та диференційних ігор; методів нелінійного аналізу й оптимізації; теорії нескінченновимірних динамічних систем; методів оцінювання і управління нелінійними системами з розподіленими параметрами; керованих марківських процесів, теорії інформаційно аналітичних систем та управління великими базами даних, сучасних методів рішення погано обумовлених і жорстких нелінійних задач математичного моделювання складних технічних об'єктів, методів паралельних обчислень у розподілених програмно-технічних комплексах; використання Інтернет як середовища спільного оптимального комп'ютерного проектування фахівцями різних організацій та країн.
Основні наукові дослідження інституту дозволяють забезпечити:
- інноваційний розвиток великих компаній, галузей економіки і держави в цілому з застосуванням методології технологічного передбачення, сценарного аналізу та стратегічного планування;
- надійне функціонування з гарантованою безпекою складних взаємопов'язаних систем різної природи;
- надання дистанційно віддаленим користувачам послуг з проектування високотехнологічних технічних об'єктів.

Крім того, отримані при виконанні наукових проектів результати використовуються при підготовці навчальних програм спеціальних курсів для студентів старших курсів математичних спеціальностей та при проведенні наукових досліджень в ННК «ІПСА», Інституті математики НАН України, Інституті кібернетики НАН України, Фізико-технічному інституті НТУУ «КПІ», Київському національному університеті ім. Т. Г. Шевченка.

## Конференції
Щорічно в ІПСА організовується конференція САІТ (Системний аналіз та інформаційні технології). У жовтні 2014 року в ІПСА відкрився центр навчально-виробничого аутсорсингу «ITSEA», що приєднав інститут до відеоконференц-мережі провідних європейських технічних ВИШів.

## Студентство

Футболка з логотипом ННК «ІПСА». Виготовлені до 15-річчя інституту.

В ІПСА діють 3 основні студентські організації: Студентська рада, ПрофБюро та Наукове товариство студентів та аспірантів, — а також велика кількість навчальних та наукових гуртків, спортивних секцій та клубів за інтересами.
В Інституті зародилася програма «Куратор», досвід якої перейняли багато ВНЗ України. Вона створена спеціально для першокурсників, які тільки вступили до Інституту. Студентська рада проводить кастинг серед старшокурсників, які будуть закріплені за кожною групою першокурсників, як куратори. Саме завдяки студентам-кураторам етап освоєння для першокурсників проходить легко.